# Solna (đô thị)
Đô thị Solna (tiếng Thụy Điển: Solna kommun) là một đô thị ở hạt Stockholm của Thụy Điển. Thủ phủ là thị xã Solna. Dân số thời điểm 31 tháng 12 năm 2000 là 56605 người.